# Чапаево (Нестеровский район)
Чапаево (до 1947 — Ваббельн (нем. Wabbeln)) — посёлок в Нестеровском муниципальном округе Калининградской области.

## География
Находится в юго-восточной части Калининградской области, в зоне хвойно-широколиственных лесов, на правом берегу реки Челны, на расстоянии примерно 9 километров (по прямой) к северо-востоку от города Нестерова, административного центра района. Абсолютная высота — 39 метров над уровнем моря.

### Часовой пояс
Посёлок Чапаево как и вся Калининградская область, находится в часовой зоне МСК−1. Смещение применяемого времени относительно UTC составляет +2:00.

## История
До 1947 года носил название Ваббельн (нем. Wabbeln). В период с 2008 по 2018 годы Чапаево входило в состав Пригородного сельского поселения Нестеровского района, с 2018 по 2022 годы — в состав Нестеровского городского округа.

## Население
| 1910 | 1933 | 1939 | 2002 | 2010 |
| ---- | ---- | ---- | ---- | ---- |
| 168  | ↘163 | ↗176 | ↘87  | ↘66  |

### Национальный состав
Согласно результатам переписи 2002 года, в национальной структуре населения русские составляли 71 %.